# Песнь о Мулань
Песнь о Мулань (кит. трад. 木蘭詩, упр. 木兰诗, пиньинь Mùlán shī, палл. Мулань ши) — китайская народная баллада о воительнице Хуа Мулань, впервые записанная около 568 года. Считается одним из лучших сохранившихся северных юэфу.
Также встречается вариант перевода — Баллада о Мулань.

## Описание
Как и в большинстве других культур, в китайской культуре главное место занимает мужчина. Патриотический образ Мулань впервые в истории китайской поэзии воспевает воительницу, которая вопреки конфуцианской философии занимает равное мужскому место, переодеваясь в мужчину, и во время войны Северной Вэй с Жужаньским каганатом уходит сражаться за своё отечество. Данью конфуцианству при этом остаётся то, что её поступок обусловлен самопожертвованием во имя старика-отца, вместо которого она и отправилась на войну, поскольку её брат был для этого слишком мал.
Оригинальная «Песнь о Мулань» насчитывает 62 строки и 332 символа.

## Сюжет
Узнав о том, что её старому отцу пришёл призыв на военную службу, в то время как у него нет взрослого сына, который смог бы его заменить, Мулань решает пойти в армию вместо отца. Пройдя через многочисленные сражения и вернувшись вместе с победоносной армией через десять лет, Мулань получает от императора предложение о награде, но отказывается от должности при дворе и просит разрешить ей вернуться домой. Дома она переодевается в женскую одежду и предстаёт перед удивлёнными боевыми товарищами, которые говорят о том, что за всё проведённое вместе время они и не догадывались, что Мулань — женщина.

## История
Существует несколько вариантов Песни о Мулань. Вероятно, самый ранний письменный вариант был зафиксирован в не сохранившейся до наших дней песенной антологии «Гуцзинь Юэлу» (кит. 古今樂錄), составленной Чэнь Чжицзяном (кит. 陈智匠) в 568 году. Первый сохранившийся вариант этого текста относится ко временам династии Сун (XII век): он был размещён в сборнике юэфу «Юэфу Шицзи» Го Маоцянем. По предположениям Го, балладу мог написать в V веке неизвестный автор из Северной Вэй.
Известны также более поздние версии песни, написанные Вэй Юаньфу и Сюй Вэем. На базе более поздних версий баллады написана книга Максин Хонг Кингстон «Женщина-воин» и снят мультфильм компании Walt Disney Pictures «Мулан».

## Отражение в языке
В китайском языке есть чэнъюй «когда самец и самка зайца бегут рядом» (кит. упр. 扑朔迷离), происходящий из «Песни о Мулань» и образно означающий, 
что трудно разобраться в сложных объектах и явлениях. Здесь обыгрывается тот факт, что у самца зайца ноги беспорядочно двигаются, а у самки глаза полузакрыты, однако когда они бегут рядом, их очень трудно отличить друг от друга.

## Издания на русском языке
- Песнь о Мулань // Антология китайской поэзии: Пер. с кит. / Под общ. ред. Го Можо и Н. Т. Федоренко. — Т. 1. — М.: Гослитиздат, 1957. — 423 с.
- Мулань. Народная китайская песня // Интернациональная литература. — 1940. — № 7—8.